# Liz Mitchell
Elizabeth Rebecca "Liz" Mitchell (Clarendon, Jamaica — 12 de Julho de 1952) é uma cantora jamaicana, mais conhecida por seu trabalho como ex-vocalista da banda disco, Boney M.

## Discografia

### Álbuns de estúdio
- 1977 – Got a Man on My Mind/ Perfect
- 1993 – No One Will Force You
- 1999 – Share the World
- 2000 – Christmas Rose
- 2004 – Let It Be
- 2005 – Liz Mitchell Sings the Hits of Boney M.

### Singles
- 1988 – Mandela/ Reggae People
- 1988 – Niños de la Playa/ Time Is a River
- 1989 – Mandela/ Reggae People
- 1989 – Marinero/ Love Is Bleeding
- 1991 – Mocking Bird/ Tropical Fever